# Norbert Beck
 Norbert Beck (* 26. Juli 1954 in Renningen) ist ein baden-württembergischer Politiker der CDU. Er war von 2007 bis 2021 Mitglied des Landtages von Baden-Württemberg.

## Leben
Norbert Beck machte sein Abitur am Johannes-Kepler-Gymnasium in Leonberg und leistete danach 1973/74 seinen Grundwehrdienst ab. Es folgte von 1974 bis 1978 eine Ausbildung zum Diplom-Verwaltungswirt (FH) bei der Stadt Leonberg, der Gemeinde Renningen und an der Fachhochschule für öffentliche Verwaltung in Stuttgart. Im Anschluss arbeitete er bis 1983 als Leiter des Ordnungs-, Kultur- und Sportamtes und von da an bis 1988 als Leiter des Hauptamtes der Stadt Renningen.

## Politische Tätigkeit
Von 1989 bis zum 31. August 2011 war Norbert Beck Bürgermeister der Gemeinde Baiersbronn. Er gewann 1989 gegen den damaligen Amtsinhaber Ernst-Ullrich Köpf. Den Wahlerfolg konnte er in den Jahren 1996 und 2004 wiederholen. Kommunalpolitisch ist er zudem seit 1994 Mitglied des Kreistags in Freudenstadt.
In die Landespolitik kam er am 19. September 2007 als Nachrücker für die ausgeschiedene Abgeordnete Carmina Brenner. Im Landtag von Baden-Württemberg vertrat er den Wahlkreis Freudenstadt. In der 15. Wahlperiode war er stellvertretender Vorsitzender des Petitionsausschusses.
Bei der Landtagswahl in Baden-Württemberg 2021 kandidierte er nicht erneut. Am 1. Juli 2024 wurde er vorübergehend als Amtsverwalter der Stadt Alpirsbach eingesetzt, da die Bürgermeisterwahl von der Kommunalaufsicht des Landratsamtes Freudenstadt für ungültig erklärt wurde. Die Amtszeit des Amtsverwalters dauert bis zur Neuwahl eines Bürgermeisters bzw. der endgültigen gerichtlichen Entscheidung über die Zulässigkeit des vom Landratsamt Freudenstadt erlassenen Verwaltungsaktes.

## Weitere Ämter
Neben der Politik ist er stellvertretender Vorsitzender des Aufsichtsrats der Volksbank Baiersbronn eG., Mitglied des Aufsichtsrats der Kreisbaugenossenschaft Freudenstadt eG., Vorsitzender des Zweckverbands Abwasserbeseitigung Baiersbronn-Freudenstadt, Mitglied des Verwaltungsrats des Zweckverbands Kleine Kinzig sowie Mitglied des Regionalbeirats der EnBW Energie Baden-Württemberg.

## Familie und Privates
Norbert Beck ist seit 1975 verheiratet. Er ist evangelisch und hat zwei Töchter.